# Orogenes

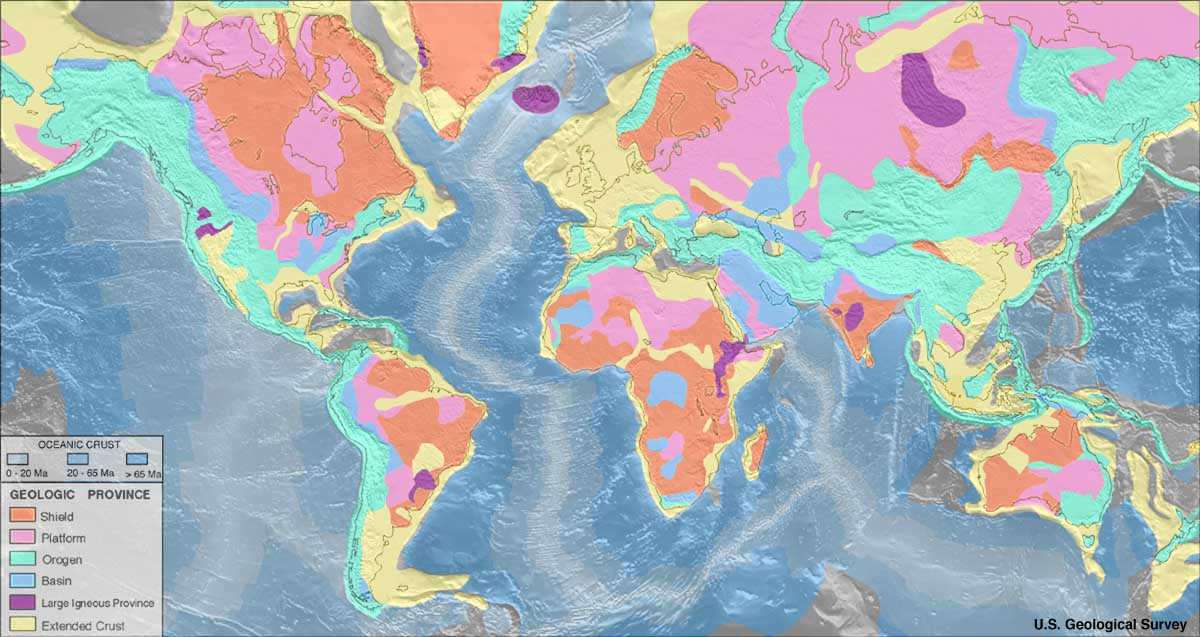
Geologiska provinser. Turkos visar pågående orogenes

Orogenes (från grekiskans oros "berg" och genesis "ursprung" eller "skapelse") är den vetenskapliga termen för en avlång och någorlunda bred zon av deformation av bergarter och som ofta tar sig uttryck i att bergskedjor bildas. Vid aktiva orogeneser brukar vulkanisk aktivitet och jordbävningar förekomma. Orogeneser sker vanligtvis när två kontinentalplattor kolliderar med varandra och den ena skjuts upp på den andra.
I icke vetenskapliga sammanhang används ofta begreppet bergskedjebildning, och ibland det mindre lämpliga bergskedjeveckning. 

## Bergskedjor
Med undantag av större vulkaner som bildats ovanpå mantelplymer bildas inte berg i isolerade områden utan i linjära kedjor. Idag finns ett flertal större och än fler mindre kedjor.
Orogeneser har en livslängd på tiotals miljoner år innan de avtar och bergskedjor vittrar, ibland kan det ta upp till 50 miljoner år. De man ser idag är relativt unga och existerade inte innan kritaperioden, det som återstår av vittrade berg är ofta deformerade rester av metamorfos som vittnar om en tidigare orogenes.

## Namn på olika bergskedjor
- Tian Shan
- Serra do Mar
- Anderna
- Sierra Madre
- Appalacherna
- Pyrenéerna
- Himalaya
- Alperna
- Sydalperna
- Atlasbergen
- Uralbergen
- Kaledoniderna

## Namn på olika orogeneser (exempel)
- Andinska orogenesen, som pågår sedan Jura i Sydamerika och har bildat Anderna
- Alpina orogenesen, som fortfarande pågår, bl.a. med bildandet av Alperna och Himalaya
- Kaledonska orogenesen för 490-390 miljoner år sedan, bl.a. med bergskedjebildning i Skandinaviska bergskedjan
- Hercynska orogenesen, under Paleozoikum i Europa